# PWS-33 Wyżeł
PWS-33 Wyżeł – prototyp samolotu szkolno-treningowego dla pilotów maszyn dwusilnikowych. Wyprodukowany w Podlaskiej Wytwórni Samolotów.
PWS-33 Wyżeł był jedną z pierwszych konstrukcji samolotu tej klasy.

## Historia
Projekt samolotu PWS-33 opracował inż. Wacław Czerwiński przy współpracy inż. Zygmunta Jabłońskiego. 
W 1938 roku pil. Stanisław Szubka oblatał pierwszy prototyp maszyny. Już w grudniu 1938 samolot został zaprezentowany na Międzynarodowym Salonie Lotniczym w Paryżu. Drugi egzemplarz oblatano w styczniu 1939 roku. Zasadniczym przeznaczeniem samolotu było szkolenie pilotów na maszyny wielosilnikowe (Dywizjony Bombowe) oraz strzelców pokładowych. Przed wybuchem wojny przygotowywano się do podjęcia produkcji seryjnej tego samolotu. W czasie kampanii wrześniowej pierwszy egzemplarz został zbombardowany w wytwórni, a drugi, znajdujący się wówczas w Instytucie Technicznym Lotnictwa, został przejęty przez Niemców i wystawiony w Muzeum Lotnictwa w Berlinie.

## Konstrukcja

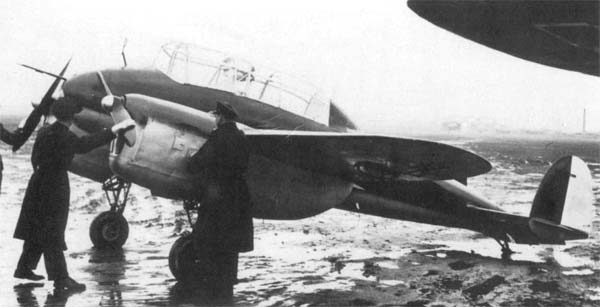
PWS-33/II Wyżeł

PWS-33 był dwumiejscowym, dwusilnikowym dolnopłatem wolnonośnym. Posiadał on konstrukcje głównie drewnianą z niewielkim udziałem elementów metalowych. 